# Beats & Sweat
Beats and Sweat è il primo singolo dell'EP Club Test 02  dei Bloom 06, pubblicato nel luglio 2009 su etichetta Jet Set records. Il singolo ha raggiunto il 4 posto della Swiss DJ Chart dopo due settimane.
Il singolo contiene il live Concept di "Move your Body" la grande hit dell'anno 1999 firmata Eiffel 65, la radio edit, l'extended mix e 2 remix del brano "Beats & Sweat" targate rispettivamente Maury Lobina e Roberto Molinaro.

## Tracce
1. "Beats & Sweat"(Radio edit) - 3:36
2. "Beats & Sweat"(Extended mix) - 5:15
3. "Beats & Sweat"(Maury Lobina club mix) - 7:15
4. "Beats & Sweat"(Roberto Molinaro Concept) - 7:29
5. "Move Your Body"(Bloom 06 2009 live Concept)- 4:36